# WRB Adlitzgraben és Kaiserbrunn
A WRB Adlitzgraben és Kaiserbrunn gőzmozdonyok a Bécs-Győr Vasút (WRB, Wien–Gloggnitzer Bahn, Bécs–Gloggnici Vasút) személyvonati gőzmozdonysorozata volt,
A vonatok egyre nehezebbek lettek és a forgalomban lévő mozdonyok teljesítménye már nem volt elegendő a vonatok továbbításához a 7‰-es Bécsújhely–Gloggnitz közötti „hegyi” pályaszakaszon.
John Haswell 1844-ben tervezett egy két kapcsolt kerékpárú mozdonyt első forgóvázzal.
A mozdonyok a „Adlitzgraben” és „Kaisenbrunn” neveket kapták. Ezeken a mozdonyokon alkalmazták először Ausztriában a mérlegfelfüggesztést,  annak érdekében, hogy megakadályozzák a pálya  és a felépítmény egyenetlenségei által  keletkező terheléscsökkenéseket és túlterheléseket  az egyes kerekeken  és a tengelyeken.
Később, hasonló mozdonyokat rendelt még  a WRB és a Déli Államvasut.
Ők mint „kis Gloggnitzer” váltak ismertekké.
Mindkét mozdony 1853 a SSTB-hez került, majd '808 és  '807  pályaszámokon a  Déli Vasút-hoz, ahol 1860-ban selejtezték őket.

## Fordítás
- Ez a szócikk részben vagy egészben  a   WRB – Adlitzgraben und Kaiserbrunn című német Wikipédia-szócikk fordításán alapul.  Az eredeti cikk szerkesztőit annak laptörténete sorolja fel. Ez a jelzés csupán a megfogalmazás eredetét és a szerzői jogokat jelzi, nem szolgál a cikkben szereplő információk forrásmegjelöléseként. - Az eredeti szócikk forrásai szintén ott találhatóak.